# Powellia australis
Powellia australis là một loài rêu trong họ Racopilaceae. Loài này được (Hampe) Broth. mô tả khoa học đầu tiên năm 1907.